# Mesida grayi
Mesida grayi är en spindelart som beskrevs av Pater Chrysanthus 1975. Mesida grayi ingår i släktet Mesida och familjen käkspindlar. Inga underarter finns listade i Catalogue of Life.